# Iod, Mureș
Iod este un sat în comuna Răstolița din județul Mureș, Transilvania, România.